# Лопта за плажу
Лопта за плажу је лопта на надувавање за игре на плажи и у води. Њихова величина и мала тежина захтевају мало напора за покретање.
Лопте за плажу постале су популарне у филмовима са тематиком плаже из 1960-их, у којима су глумили Анет Фуничело и Френки Авалон. Ови филмови укључују „Beach Party“, „Muscle Beach Party“, „Beach Blanket Bingo“ и „How to Stuff a Wild Bikini“.

## Изглед
Лопте за плажу варирају од величине шаке до преко  0,91 м у пречнику или веће. Обично имају сет меких пластичних панела, са два кружна крајња панела, један са оралним вентилом за надувавање, намењеним за надувавање помоћу снаге плућа или пумпе. Уобичајени дизајн су (три) вертикалне једнобојне пруге које се наизменично смењују са белим пругама. Постоје и други дизајни, укључујући једнобојне лопте за плажу, промотивне лопте за плажу са рекламама или слоганима компанија, као  глобуси или као емоџији.
Постоје и друге величине лопти за плажу, од мањих до већих. Постоје лопте за плажу које имају пречник од 1,5 или чак 2,7 м.
Највећа лопта за плажу на свету направљена је у Лондону, у Енглеској, 30. маја 2017. године. Носила га је баржа на реци Темзи. Имала је пречник од 20 м са натписом „Чувари плаже“ исписаним по целој лопти. Продуцирала ју је компанија Paramount Pictures како би промовисала филм „Чувари плаже“ из 2017. године. Рекорд је регистровао Гинис, а члановима глумачке екипе филма су додељени сертификати.

## Употребе
Спортови са лоптом на плажи укључују ватерполо и одбојку. Иако су много јефтиније од лопти које се користе у професионалним спортовима, оне су такође много мање издржљиве, јер је већина њих направљена од меке пластике. Џиновске лопте за плажу могу се бацати између чланова публике на концертима, фестивалима и спортским догађајима. Многи дипломци користе лопте за плажу као шалу током церемонија, разбацујући их по гомили. Бацају се по гомили на крикет, бејзбол и фудбалским утакмицама, али их обезбеђење често одузима и уништава. Неки припадници обезбеђења на овим догађајима могу прегледати унутрашњост лопте након што је поцепају, највероватније тражећи илегалне предмете (нпр. наркотике) који би могли бити транспортовани унутар лопте за плажу. Стражари такође могу ово да ураде како би спречили да лопта уђе у терен и омета или одвлачи пажњу играча. Ово се догодило у августу 1999. године, на бејзбол утакмици између Кливленд Гардијана и Лос Анђелес Ејнџелса, где је одвлачење пажње изазвано лоптом за плажу на терену резултирало поразом Ејнџелса.
Њихова мала тежина и стабилност чине лопте за плажу идеалним за дресиране фоке како би их балансирале на носу, што је постало култна сцена. Лопте за плажу су такође популаран реквизит који се користи у фотографисању купаћих костима и за промоцију или представљање догађаја или локација са темом плаже.
Неке основније употребе лопти за плажу укључују алат за игру, играчку или само декорацију у одређеним догађајима. Придржавањем лопте за плажу може се олакшати одржавање на води. Још једна основна употреба је једноставно за седење. Неки примери употребе седења су места за седење на одређеним забавама (нпр. рођенданске забаве, забаве поред базена, кућне забаве итд.). Међутим, нису толико ојачане као лопте за вежбање. Прекомерно седење и ударање могу полако оштетити лопту за плажу, што може довести до њеног цурења или чак пуцања.